# Trubýši
Trubýši (Siphonophora) jsou řád mořských polypovců tvořících kolonie z diferencovaných jedinců na základě pučení. Kolonii pojí dohromady tzv. centrální stvol (coenosac). Na vrcholu se nachází vzdušný vak (pneumatofor), který vstřebáváním či vylučováním vzduchu umožňuje stoupání či klesání kolonie ve vodě. Pod pneumatoforem jsou plovací medúzoidy (nektofory), v kolonii se dále nachází trávicí polypy (gastrofory) s knidoblasty a pohlavní polypy s gonádami (gonofory). Jsou draví, kořist ochromují nebo usmrcují žahavými buňkami a díky svému jedu mohou být nebezpeční i člověku. Je známo asi 150 druhů.